# Nanbarry
Nanbarry, né vers 1780 et mort le 12 août 1821, est un jeune homme du peuple aborigène cadigal (en) qui a servi d'interprète entre ses compatriotes et les premiers colons britanniques dans la baie de Sydney.

## Biographie
Neveu de Colebee (en) qui est l'un des premiers Cadigals à interagir avec le gouverneur colonial britannique Arthur Phillip arrivé en 1788, il est atteint comme presque tout son peuple par l'épidémie de variole introduite par inadvertance par les Britanniques. Ses parents en meurent, et en avril 1789, à l'âge d'environ 9 ans et gravement malade, il est amené à Sydney pour y être soigné. Sauvé par John White, le chirurgien général de la toute jeune colonie britannique de Nouvelle-Galles du Sud, il est adopté par ce dernier. Renommé « Andrew White » par son père adoptif, il conserve de fait son nom d'origine. Il apprend l'anglais, et devient interprète pour les colons auprès des Aborigènes des environs, expliquant également aux colons l'histoire des lieux telle que « les grandes batailles pour la pêche, la terre et les femmes » entre clans aborigènes près de South Head (en).
Lorsque John White quitte la colonie en 1794, Nanberry continue de vivre entre deux mondes, fréquentant à la fois sa communauté autochtone et les colons. Il se soumet en 1795 à Woccanmagully aux rites de passage qui font de lui un homme parmi les siens, dont notamment se faire retirer l'incisive droite supérieure avec une pierre. Dans le même temps, il est employé à bord du vaisseau d'exploration HMS Reliance (en) du capitaine Henry Waterhouse (en) de la Royal Navy, puis à bord du HMS Investigator (en) commandé par Matthew Flinders.
Il prend part à des conflits armés entre clans aborigènes, tuant notamment d'un coup de lance un homme du nom de Colinjong à Botany Bay en janvier 1806. Blessé le 31 juillet 1821 lors d'un combat rituel lors d'un corroboree à Kissing Point (en), il est transporté à la ferme voisine d'un colon, où il est soigné mais meurt treize jours plus tard.
Le 26 janvier 2024, pour Australia Day (la fête nationale), le Conseil d'Australia Day de Nouvelle-Galles du Sud fait afficher en commémoration son portrait ainsi que ceux de Barangaroo, Pemulwuy et Patyegarang sur les voiles de l'opéra de Sydney,.